# Nervilia stolziana
Nervilia stolziana är en orkidéart som beskrevs av Rudolf Schlechter. Nervilia stolziana ingår i släktet Nervilia och familjen orkidéer. Inga underarter finns listade i Catalogue of Life.